# Cormoran des Chatham
Leucocarbo onslowi
Espèce
Synonymes
- Phalacrocorax onslowi

Statut de conservation UICN

 CR B2ab(ii,iii,iv,v) : 
En danger critique
Le Cormoran des Chatham (Leucocarbo onslowi) est une espèce d'oiseau de la famille des phalacrocoracidés endémique de Nouvelle-Zélande.

## Distribution et population
Le Cormoran des Chatham est en déclin. La population comprend moins de 1 000 couples qui nichent sur les Îles Chatham, à l'est de la Nouvelle-Zélande.